# Corcelles-sur-Chavornay
Corcelles-sur-Chavornay es una comuna suiza del cantón de Vaud, situada en el distrito de Jura-Nord vaudois. Limita al norte con la comuna de Suchy, al este con Essertines-sur-Yverdon y Vuarrens, al sureste con Penthéréaz, y al suroeste y oeste con Chavornay.
La comuna formó parte hasta el 31 de diciembre de 2007 del distrito de Orbe, círculo de Orbe.